# Anthony Lopes
Anthony Lopes (Givors, l'1 d'octubre de 1990) és un jugador professional de futbol portuguès que juga com a porter al club francès Olympique de Lió i a la selecció portuguesa. Amb la selecció de Portugal, va guanyar l'Eurocopa 2016.